# Calamia
A Calamia a rovarok (Insecta) osztályának a lepkék (Lepidoptera) rendjéhez, ezen belül a bagolylepkefélék (Noctuidae) családjához tartozó nem.

## Rendszerezés
A nembe az alábbi fajok tartoznak:
- Calamia deliciosa
- Calamia flavirufa
- Calamia metamorpha
- Calamia staudingeri
- zöld fűbagoly (Calamia tridens)